# Периферни нервни систем
Периферни нервни систем обухвата спроводне путеве између чула и нервних центара с једне стране и између центара и ефекторних органа с друге стране. 
У његов састав улазе:
- нерви - снопови нервних влакана; нерви могу бити сензитивни или моторни, мада је већина нерава мешовита (садрже оба типа влакана);
- ганглије - скупови нервних ћелија који леже ван ЦНС.

Периферни нервни систем се састоји од:
- цереброспиналног и
- вегетативног (аутономног) нервног система.

## Цереброспинални нервни систем
Њиме се обезбеђује повезаност организма са спољашњом средином и налази се под утицајем наше воље. Овај део нервног система сачињавају:
1. главени или мождани нерви и
2. спинални нерви 

### Мождани нерви
Полазе са мозга и код кичмењака их има 12 пари:
- I пар – мирисни живци,
- II пар – видни живац,
- III пар - живац покретач ока,
- IV пар - трохлеарни живац,
- V пар – трограни живац,
- VI пар – живац одводилац,
- VII пар – живац лица,
- VIII пар – тремно-пужни живац,
- IX пар – језично-ждрелни нерв,
- X пар – живац луталац,
- XI пар – помоћни живац,
- XII пар – подјезични живац,

### Кичмени нерви (nervi spinales)
Полазе са кичмене мождине; код човека их има 31 пар; ови нерви са кичмене мождине излазе са два корена, леђним (сензитивна влакна) и трбушним (моторна влакна) који се спајају градећи мешовите нерве.